# The Fall: Last Days of Gaia
The Fall: Last Days of Gaia là một trò chơi máy tính thuộc thể loại nhập vai chiến thuật lấy bối cảnh diễn ra trong một thế giới hậu tận thế. Trò chơi do hãng Silver Style Entertainment phát triển và Deep Silver phát hành vào năm 2004.
Trong suốt quá trình phát triển, Silver Style Entertainment đã ký hợp đồng với nhà thiết kế game Damien Folletto và Jeff Husges, những nhà phát triển kỳ cựu của Black Isle Studios đã làm việc trước khi đầu quân về Van Buren, nhằm ý định tạo dựng Fallout 3. Tháng 11 năm 2004, trò chơi đã được phát hành tại Đức và một số quốc gia châu Âu khác mà không có ở các nước nói tiếng Anh. Phiên bản phát hành được đặc trưng bởi nhiều lỗi game, dẫn đến một trục trặc dễ xảy ra trong trò chơi. Do đó, Silver Style đã cho phát hành vào tháng 4 năm 2005 một bản mở rộng gọi là Extended Version có tính năng sửa lỗi, làm lại hộp thoại và cải thiện chất lượng âm thanh. Sau khi hoàn thành bản Extended Version, Silver Style đã bắt tay vào làm ra một bản add-on nhan đề The Fall - Mutant City, diễn ra hai năm sau cốt truyện của The Fall. Ngoài ra, nhà sản xuất còn công bố một phần tiếp theo nhưng cả hai dự án chẳng bao giờ được làm xong.
Ngày 31 tháng 7 năm 2006, một bản Reloaded được phát hành, bao gồm tất cả các bản vá lỗi trước đó và bổ sung thêm những nhiệm vụ mới và làm lại kết cấu. Phiên bản tiếng Anh được nhà sản xuất công bố chẳng bao giờ được phát hành, do đó một bản vá lỗi không chính thức từ cộng đồng người hâm mộ tồn tại đã dịch tất cả các văn bản từ phiên bản tiếng Đức sang tiếng Anh.